# Du (Cro-Lied)
Du ist ein Lied des deutschen Rappers und Sängers Cro. Es erschien am 29. Juni 2012 als zweite Singleauskopplung seines Debütalbums Raop.

## Hintergrund
Bevor der Song veröffentlicht wurde, gab es am 12. Juni bereits eine Hörprobe auf YouTube. Am 28. Juni 2012 feierte der Song in voller Länge dann Premiere bei tape.tv, bevor einen Tag später die offizielle Singleveröffentlichung erfolgte. In den folgenden zwei Tagen nach der Veröffentlichung wurden zwei weitere Singles veröffentlicht, King of Raop und Meine Zeit.
Produziert, geschrieben und komponiert wurde der Song von Cro allein. Das Cover der Single zeigt ein Mädchen mit Panda-Maske.

## Inhalt
Im Text geht es um seine Freundin, die ihre Wünsche äußert („Sie sagt, sie möchte gern ans Meer“, „ich will nur so viel, dass es stressfrei reicht“), um sich vom Stress zu erholen. Im Refrain antwortet Cro darauf („Denn Baby glaub mir, das Beste bist du“). In der zweiten Strophe führt Cro seine Antwort fort und erklärt, welche Schwierigkeiten das Leben als Musiker mit sich ziehe.

## Musikvideo
Das Musikvideo zu Du feierte seine Premiere am 29. Juni 2012 auf dem YouTube-Kanal von Chimperator Productions. Das Video spiegelt den Liedtext wider. Man sieht Cro in einem Auto mit seiner Freundin die Straße entlangfahren, das Auto hat allerdings eine Panne und sie müssen stoppen. Sobald der Refrain beginnt, sieht man sie ins Meer springen. Man sieht die Frau abwechselnd in ihrem Bett und am Strand. Am Ende des Videos sind sie in einem Flugzeug. Regie führte Niels Münter. Bis Oktober 2022 zählte das Musikvideo über 26 Millionen Aufrufe bei YouTube.

## Rezeption

### Rezensionen
Erich Unrau von Hiphop.de berichtet, dass Du eine „musikalische Hommage an den 80er-Jahre-Popsound mit seinen hallenden Claps, den funky Basslines und den Retro-Synthies“ darstelle. Auf tribe-online.de wurde berichtet, dass es eins der Highlights aus dem Album sei. Simon Langemann von laut.de ist der Meinung, der Song würde in Richtung Synthie-Pop gehen und Julian Dannenhauer von generation-one.de schreibt, dass Cro in Du „einfach jedem von seinem Glück erzähle“.

### Plagiatsvorwürfe
Es gab Plagiatsvorwürfe gegen Cro, er hätte sich bei dem Lied zu sehr an das Lied Something About Us von Daft Punk angelehnt.

### Chartplatzierungen
| ChartsChartplatzierungen | Höchstplatzierung | Wochen |
| ------------------------ | ----------------- | ------ |
| Deutschland (GfK)        | 2 (31 Wo.)        | 31     |
| Österreich (Ö3)          | 10 (28 Wo.)       | 28     |
| Schweiz (IFPI)           | 42 (18 Wo.)       | 18     |

| ChartsJahrescharts (2012) | Platzierung |
| ------------------------- | ----------- |
| Deutschland (GfK)         | 35          |
| Österreich (Ö3)           | 58          |
| Schweiz (IFPI)            | 58          |

### Auszeichnungen für Musikverkäufe
Im Jahr 2024 wurde das Lied in Deutschland mit Doppelplatin für 600.000 verkaufte Einheiten ausgezeichnet, nachdem es bereits im Erscheinungsjahr Goldstatus erreichte. Des Weiteren erhielt Du in Österreich und in der Schweiz jeweils eine Goldene Schallplatte für mehr als 15.000 Verkäufe.
| Land/Region        | Auszeichnungen für Musikverkäufe (Land/Region, Auszeichnung, Verkäufe) | Verkäufe |
| ------------------ | ---------------------------------------------------------------------- | -------- |
| Deutschland (BVMI) | 2× Platin                                                              | 600.000  |
| Österreich (IFPI)  | Gold                                                                   | 15.000   |
| Schweiz (IFPI)     | Gold                                                                   | 15.000   |
| Insgesamt          | 2× Gold · 2× Platin ·                                                  | 630.000  |